# Нота Андраши
Нота Андраши — дипломатическая нота, выпущенная в декабре 1875 года министром иностранных дел Австро-Венгрии Дьюлой Андраши и выработанная им совместно с русским послом в Вене Е. П. Новиковым в ходе урегулирования восстания в Боснии и Герцеговине. Нота стала первым шагом на пути к разрешению нового Восточного кризиса. В ней предлагалось упорядочивание налоговых сборов, которые и послужили причиной восстания, и введение свободы вероисповедания. Поддержанная всеми европейскими державами, она была отвергнута восставшими, которые не были уверены в том, что Турция в действительности проведёт декларируемые реформы. Это привело к выработке в следующем году Берлинского меморандума, который в дополнение к указанным положениям прописывал механизм контроля со стороны европейских представителей, однако этот документ не был принят уже из-за разногласий между самими великими державами.